# Бокс на літніх Олімпійських іграх 1952
Змагання з боксу на літніх Олімпійських іграх 1952 в Гельсінкі (Фінляндія) проходили в спортивному комплексі «Messuhalli» з 28 липня по 12 серпня. У турнірі взяли участь 294 боксери з 44 країн світу. Були розіграні 10 комплектів нагород.
У 1950 році на ІІ конгресі AIBA в Копенгагені (Данія) було прийнято рішення не проводити матч за 3-є місце в змаганнях боксерів. Міжнародний олімпійський комітет (МОК) у 1951 році погодився з цим рішенням. Тому на іграх вперше в історії змагань не проводились поєдинки за 3-є місце, натомість обидва півфіналісти отримали замість бронзових медалей дипломи. Прапори країн, чиї боксери стали півфіналістами, також піднімались на церемонії нагородження. Лише на початку 1970-х років за пропозицією Фінської асоціації боксу та за підтримки AIBA Фінський олімпійський комітет ухвалив рішення вручити бронзові нагороди всім 20 півфіналістам, що й було зроблено. На церемонію нагородження особисто приїхали лише 6 призерів.
У фінальному поєдинку в важкій вазі швед Інгемар Юхансон був дискваліфікований за пасивне ведення бою і не отримав нагороди. Лише у 1982 році МОК вручив йому срібну олімпійську медаль.
Наймолодшим учасником боксерського турніру був американець Едсон Браун (17 років, 74 дні), найстарішим — Сергій Щербаков з СРСР (34 роки, 40 днів).

## Особиста першість
| Вагова категорія | Золото                     | Срібло                    | Бронза                                            |
| ---------------- | -------------------------- | ------------------------- | ------------------------------------------------- |
| До 51 кг         | США Натан Брукс            | Німеччина Едгар Базель    | ПАР Віллі Товіл СРСР Анатолій Булаков             |
| До 51 кг         | США Натан Брукс            | Німеччина Едгар Базель    |                                                   |
| До 54 кг         | Фінляндія Пенті Хемелайнен | Ірландія Джон Макнеллі    | Південна Корея Джанг Юн-Хо СРСР Геннадій Гарбузов |
| До 54 кг         | Фінляндія Пенті Хемелайнен | Ірландія Джон Макнеллі    |                                                   |
| До 57 кг         | Чехословаччина Ян Захара   | Італія Серджо Капран      | Франція Жозеф Вентаж ПАР Леонард Лейшинг          |
| До 57 кг         | Чехословаччина Ян Захара   | Італія Серджо Капран      |                                                   |
| До 60 кг         | Італія Аврельяно Болоньєзі | Польща Алексій Анткевич   | Фінляндія Еркі Пакканен Румунія Георге Фіат       |
| До 60 кг         | Італія Аврельяно Болоньєзі | Польща Алексій Анткевич   |                                                   |
| До 64 кг         | США Чарльз Едкінс          | СРСР Віктор Меднов        | Фінляндія Еркі Маленіус Італія Бруно Візинтін     |
| До 64 кг         | США Чарльз Едкінс          | СРСР Віктор Меднов        |                                                   |
| До 67 кг         | Польща Зигмунт Хихла       | СРСР Сергій Щербаков      | Данія Віктор Йоргенсен Німеччина Гюнтер Хейдеман  |
| До 67 кг         | Польща Зигмунт Хихла       | СРСР Сергій Щербаков      |                                                   |
| До 71 кг         | Угорщина Ласло Папп        | ПАР Тьоніс ван Шальквік   | Аргентина Еладіо Херрера СРСР Борис Тішин         |
| До 71 кг         | Угорщина Ласло Папп        | ПАР Тьоніс ван Шальквік   |                                                   |
| До 75 кг         | США Флойд Патерсон         | Румунія Васіле Тіце       | Болгарія Борис Ніколов Швеція Стіг Сйолін         |
| До 75 кг         | США Флойд Патерсон         | Румунія Васіле Тіце       |                                                   |
| До 81 кг         | США Норвел Лі              | Аргентина Антоніо Пяченца | Фінляндія Гаррі Сіляндер СРСР Анатолій Перов      |
| До 81 кг         | США Норвел Лі              | Аргентина Антоніо Пяченца |                                                   |
| Понад 81 кг      | США Едвард Сандерс         | Швеція Інгемар Юхансон    | Фінляндія Ілка Коскі ПАР Андріс Німан             |
| Понад 81 кг      | США Едвард Сандерс         | Швеція Інгемар Юхансон    |                                                   |

## Командний залік
| Місце | Держава        |    |    |    | Разом |
| ----- | -------------- | -- | -- | -- | ----- |
| 1     | США            | 5  | 0  | 0  | 5     |
| 2     | Італія         | 1  | 1  | 1  | 3     |
| 3     | Польща         | 1  | 1  | 0  | 2     |
| 4     | Фінляндія      | 1  | 0  | 4  | 5     |
| 5     | Угорщина       | 1  | 0  | 0  | 1     |
| 5     | Чехословаччина | 1  | 0  | 0  | 1     |
| 7     | СРСР           | 0  | 2  | 4  | 6     |
| 8     | ПАР            | 0  | 1  | 3  | 4     |
| 9     | Аргентина      | 0  | 1  | 1  | 2     |
| 9     | Німеччина      | 0  | 1  | 1  | 2     |
| 9     | Румунія        | 0  | 1  | 1  | 2     |
| 9     | Швеція         | 0  | 1  | 1  | 2     |
| 13    | Ірландія       | 0  | 1  | 0  | 1     |
| 14    | Болгарія       | 0  | 0  | 1  | 1     |
| 14    | Данія          | 0  | 0  | 1  | 1     |
| 14    | Південна Корея | 0  | 0  | 1  | 1     |
| 14    | Франція        | 0  | 0  | 1  | 1     |
| Разом | 17 держав      | 10 | 10 | 20 | 40    |